# Miroslav Stevanović
Miroslav Stevanović (Zvornik, 1990. július 29. –) bosnyák válogatott labdarúgó, a svájci Servette középpályása.

## Pályafutása

### Klubcsapatokban
Stevanović szülővárosában, a Drina Zvorniknál kezdett futballozni, majd 2008-ban csatlakozott a Vojvodina ifjúsági akadémiájához. 2009 júliusában hat hónapra kölcsönben szerepelt az Palićnál, ahol az első csapatban debütált, és itt megszerezte első gólját is. 2010 januárjában a szezon végéig kölcsönadták a Borac Banja Lukának.
2013 januárjában Stevanović átigazolt a spanyol Sevillához. 2013 júliusában egy szezonra kölcsönadták az Elchéhez. 2014 januárjától az Alavésnél szerepelt a szezon végéig szintén mint kölcsönjátékos.
2014 decemberében a magyar Győri ETO-hoz igazolt, ahol mindössze 3 mérkőzésen lépett pályára.
2015 szeptemberétől a görög Ergotélisz csapatában játszott.
2016 januárjában újra klubot váltott, ezúttal a bosnyák Željezničarhoz igazolt.

#### Servette
2017 júliusában három éves szerződést írt alá svájci másodosztályban szereplő Servette együttesével. Először a 2017. augusztus 4-ei, Rapperswil-Jona elleni mérkőzésen lépett pályára. Első gólját a 2017. szeptember 10-ei, Schaffhausen elleni találkozón szerezte.
A 2018-as évben Swiss Challenge Leagueban elért eredményeiért megkapta az Az Év Játékosa díjat.
A 2018–2019-es szezonban Stevanović 34 mérkőzésen elért 11 góljával és 14 gólpasszával erősen hozzájárult a klub első osztályba való feljutásában.
2019. május 25-én meghosszabbította a szerződését a klubbal egészen 2022 júniusáig.
A 2020. július 19-ei, Basel elleni mérkőzésén Stevanović 100-adjára lépett pályára a svájci ligában.
2021 augusztusában még négy évvel meghosszabbította a szerződését, amely így már 2025 június 30-ig szól.

### A válogatottban
Stevanovićot először a 2012 májusi Írország és Mexikó elleni barátságos válogatott mérkőzésre hívták be a Bosznia-hercegovinai válogatottba, ahol először a május 26-ai mérkőzésen lépett pályára. A 2012. augusztus 15-ei, Wales elleni szintén barátságos mérkőzésén megszerezte első válogatott gólját.

## Statisztikák
2023. május 29. szerint

| Klub                          | Szezon   | Osztály                  | Bajnokság | Bajnokság | Kupa  | Kupa | Nemzetközi | Nemzetközi | Összesen | Összesen |
| Klub                          | Szezon   | Osztály                  | Meccs     | Gól       | Meccs | Gól  | Meccs      | Gól        | Meccs    | Gól      |
| ----------------------------- | -------- | ------------------------ | --------- | --------- | ----- | ---- | ---------- | ---------- | -------- | -------- |
| Palić (kölcsönben)            | 2009–10  | Serbian League Vojvodina | 13        | 4         | —     | —    | —          | —          | 13       | 4        |
| Borac Banja Luka (kölcsönben) | 2009–10  | Bosnian Premier League   | 15        | 2         | 4     | 1    | —          | —          | 19       | 3        |
| Vojvodina                     | 2010–11  | Serbian SuperLiga        | 24        | 4         | 3     | 0    | —          | —          | 27       | 4        |
| Vojvodina                     | 2011–12  | Serbian SuperLiga        | 30        | 6         | 5     | 0    | 2          | 0          | 37       | 6        |
| Vojvodina                     | 2012–13  | Serbian SuperLiga        | 15        | 2         | 2     | 0    | 4          | 1          | 21       | 3        |
| Vojvodina                     | Összesen | Összesen                 | 69        | 12        | 10    | 0    | 6          | 1          | 85       | 13       |
| Sevilla                       | 2012–13  | La Liga                  | 7         | 0         | 3     | 0    | —          | —          | 10       | 0        |
| Elche (kölcsönben)            | 2013–14  | La Liga                  | 3         | 0         | 0     | 0    | —          | —          | 3        | 0        |
| Alavés (kölcsönben)           | 2013–14  | Segunda División         | 13        | 1         | —     | —    | —          | —          | 13       | 1        |
| Győri ETO                     | 2014–15  | NB I                     | 3         | 0         | —     | —    | —          | —          | 3        | 0        |
| Ergotélisz                    | 2015–16  | Super League Greece 2    | 9         | 0         | 2     | 0    | —          | —          | 11       | 0        |
| Željezničar                   | 2015–16  | Bosnian Premier League   | 12        | 3         | 4     | 1    | —          | —          | 16       | 4        |
| Željezničar                   | 2016–17  | Bosnian Premier League   | 31        | 2         | 6     | 0    | —          | —          | 37       | 2        |
| Željezničar                   | Összesen | Összesen                 | 43        | 5         | 10    | 1    | 0          | 0          | 53       | 6        |
| Servette                      | 2017–18  | Challenge League         | 31        | 8         | 1     | 0    | —          | —          | 32       | 8        |
| Servette                      | 2018–19  | Challenge League         | 34        | 11        | 2     | 0    | —          | —          | 36       | 11       |
| Servette                      | 2019–20  | Swiss Super League       | 34        | 8         | 2     | 0    | —          | —          | 36       | 8        |
| Servette                      | 2020–21  | Swiss Super League       | 28        | 5         | 3     | 1    | 2          | 1          | 33       | 7        |
| Servette                      | 2021–22  | Swiss Super League       | 34        | 4         | 2     | 1    | 2          | 0          | 38       | 5        |
| Servette                      | 2022–23  | Swiss Super League       | 35        | 9         | 3     | 2    | —          | —          | 38       | 11       |
| Servette                      | Összesen | Összesen                 | 196       | 45        | 13    | 4    | 4          | 1          | 213      | 50       |
| Összesen                      | Összesen | Összesen                 | 371       | 69        | 42    | 6    | 10         | 2          | 422      | 77       |

### A válogatottban
| Válogatott          | Év       | Pályára lépés | Gól |
| ------------------- | -------- | ------------- | --- |
| Bosznia-Hercegovina | 2012     | 5             | 1   |
| Bosznia-Hercegovina | 2013     | 5             | 0   |
| Bosznia-Hercegovina | 2014     | 0             | 0   |
| Bosznia-Hercegovina | 2015     | 0             | 0   |
| Bosznia-Hercegovina | 2016     | 2             | 0   |
| Bosznia-Hercegovina | 2017     | 1             | 0   |
| Bosznia-Hercegovina | 2018     | 0             | 0   |
| Bosznia-Hercegovina | 2019     | 0             | 0   |
| Bosznia-Hercegovina | 2020     | 0             | 0   |
| Bosznia-Hercegovina | 2021     | 8             | 1   |
| Összesen            | Összesen | 21            | 2   |

#### Góljai a válogatottban
| # | Időpont             | Helyszín                               | Ellenfél   | Gólok | Eredmény | Kiírás               |
| - | ------------------- | -------------------------------------- | ---------- | ----- | -------- | -------------------- |
| 1 | 2012. augusztus 15. | Parc y Scarlets, Llanelli, Wales       | Wales      | 2–0   | 2–0      | barátságos mérkőzés  |
| 2 | 2021. március 24.   | Olimpiai Stadion, Helsinki, Finnország | Finnország | 2–2   | 2–2      | 2022-es VB-selejtező |

## Sikerei, díjai
Borac Banja Luka
- Bosnyák kupa
  - Győztes (1): 2009–10

 Servette
- Super League
  - Ezüstérmes (1): 2022–23

- Challenge League
  - Feljutó (1): 2018–19

- Svájci Kupa
  - Győztes (1): 2023–24

Egyéni
- Bosnian Premier League A Szezon Játékosa: 2016–17
- Swiss Challenge League Az Év Játékosa: 2018